# Navimor-Invest

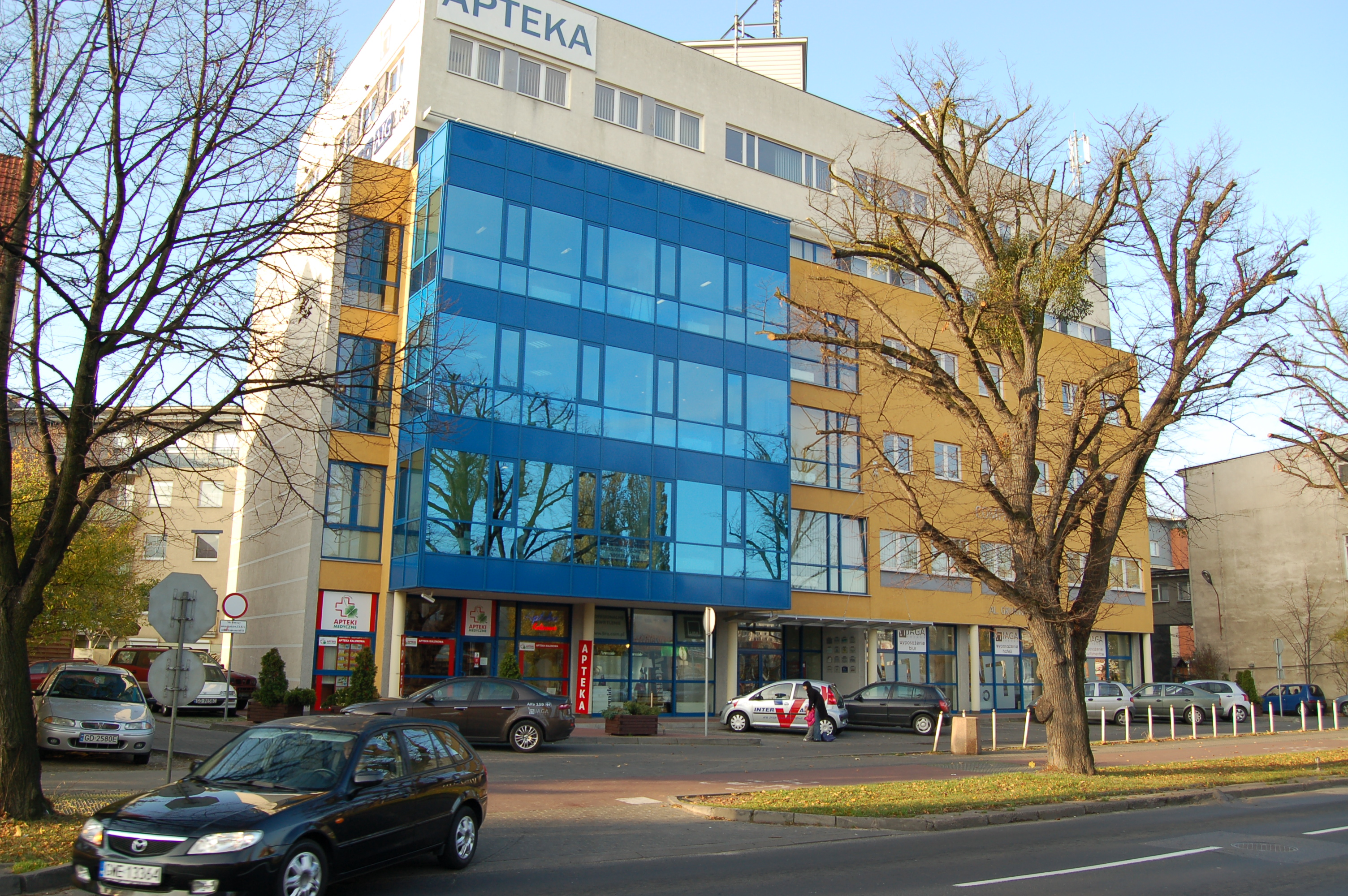
Siedziba przedsiębiorstwa w Gdańsku

Navimor-Invest SA w upadłości – polskie przedsiębiorstwo budowlano-usługowe w stanie upadłości specjalizujące się w pracach hydrotechnicznych z siedzibą w Gdańsku, działające na terenie Polski i Czech. Zakres usług obejmował m.in.: budowę, modernizację i remonty śluz żeglugowych, remonty nabrzeży oraz terminali portowych, budowę portów morskich i rzecznych, przystani żeglarskich oraz marin, regulację potoków, rzek, kanałów, budowę oraz remonty pomostów spacerowych, elektrowni wodnych, a także prace z zakresu budownictwa przemysłowego oraz infrastrukturalnego. Formą prawną przedsiębiorstwa jest spółka akcyjna. Firma była notowana na warszawskiej Giełdzie Papierów Wartościowych na rynku NewConnect w latach 2011–2017.

## Historia
Przedsiębiorstwo rozpoczęło działalność jako Navimor-Invest Sp. z o.o. w 1991 wskutek przekształceń własnościowych Przedsiębiorstwa Handlu Zagranicznego „Navimor” z Gdańska, istniejącego od 1971. Wśród założycieli i pracowników znalazły się osoby mające wieloletnie doświadczenie w branży hydrotechnicznej oraz budowlanej, dzięki czemu już w początkowym okresie przystąpiono do realizacji dużych i skomplikowanych przedsięwzięć. Specjalnością przedsiębiorstwa jest budownictwo hydrotechniczne, przez szereg lat przeszło 80% rocznych obrotów firmy pochodziło z eksportu, głównie były to realizacje w Czechach, gdzie filia Navimor-Invest z siedzibą w Pradze zyskała znaczącą pozycję, skutecznie konkurując z przedsiębiorstwami czeskimi i zagranicznymi. W ostatnich latach, w wyniku wzmożonego napływu do Polski środków z dotacji unijnych, nastąpiło ożywienie w budownictwie wodnym (liczne rozbudowy i modernizacje zarówno w infrastrukturze portowej, stoczniowej, jak i dla celów żeglarstwa sportowego i turystycznego), wskutek czego udział przychodów z prac prowadzonych w Polsce osiąga obecnie ok. 50%.
Od 1991 Navimor-Invest zrealizował (głównie jako generalny wykonawca) liczne inwestycje, których jednostkowa wartość często przekraczała 10 mln zł, a w niektórych przypadkach wynosiła przeszło 50 mln zł. Po serii powodzi w latach 90. przedsiębiorstwo wyspecjalizowało się w usuwaniu szkód oraz w modernizacjach i budowie skutecznych zabezpieczeń przeciwpowodziowych. Współpraca Navimoru z placówkami naukowo-badawczymi, które zajmują się poszukiwaniem nowych rozwiązań i technologii owocuje rozwiązaniami podnoszącymi poziom bezpieczeństwa powodziowego. Firma realizuje także szereg inwestycji zmierzających do budowy nowoczesnej infrastruktury turystycznej. Uczestniczy też w modernizacji i rozbudowie portów morskich i innych obiektów na całym polskim wybrzeżu. 
W 2010 przedsiębiorstwo zostało przekształcone w spółkę akcyjną i 29 czerwca 2011 weszło na GPW na rynek NewConnect. W 2017 akcje wycofano z obrotu w związku z ogłoszoną w tymże roku upadłością spółki.

## Niektóre realizacje w Polsce[6]
- Stopień Wodny Janowice – remont wykonany w latach 2009–2011, wartość kontraktu wyniosła prawie 18 mln zł[7].
- Przebudowa Nabrzeża w Porcie Darłowo – (2011-2012)
- Przebudowa Szczecińskich Bulwarów – Bulwar Piastowski (2013) – Inwestycja została zrealizowana w ramach projektu „Promenada z widokiem na Odrę – Przebudowa szczecińskich bulwarów”, wartość robót przekroczyła 14 mln zł, przebudowano odcinek nabrzeża o długości ponad 900 m, wyposażono w media i oświetlenie, wybudowano infrastrukturę do obsługi jednostek pływających – pachoły, oczepy, koła ratunkowe, wykonano roboty kafarowe (palowanie i wykonanie ścianek Larsena). Całość zwieńczyły prace konserwatorskie kamiennych elewacji i elementów dekoracyjnych[8].
- Budowa przystani turystycznej w Brzegu nad Odrą (2011-2012)
- Budowa Międzyszkolnego Ośrodka Sportowego „Euroregionalne Centrum Edukacji Wodnej i Żeglarskiej” w Szczecinie (2012)
- Przebudowa jazów: Rakowiec na Nogacie (2012)
- Budowa przystani w Janowcu nad Wisłą (2011-2012)
- Budowa jazomostu na Skrodzie (2011)
- Budowa Małej Elektrowni Wodnej w Szonowie[9] (2006-2007)
- Przebudowa falochronu w Basenie Żeglarskim w Gdyni[10] (2007-2008)
- Budowa przystani jachtowej w Malborku (2011)
- Port jachtowy w Charzykowach (2006-2007) – wykonano m.in.: falochrony zewnętrzne, pomosty stałe i pływające, nabrzeże czołowe i pochylnię dla jachtów. Port może pomieścić około 100 jachtów[11] W Charzykowach znajduje się siedziba najstarszego w Polsce klubu jachtowego – Chojnickiego Klubu Żeglarskiego[12]
- Budowa przystani w Nowej Pasłęce (2011-2012) – wybudowano przystań żeglarską oraz most zwodzony nad kanałem portowym[13]
- Przebudowa portu jachtowego w Kazimierzu Dolnym nad Wisłą (2011-2012)
- Roboty hydrotechniczne w Gdańskiej Stoczni Remontowej (2007), Stoczni Północnej (2006-2007) i Stoczni Nauta w Gdyni w latach (2011-2012)
- Budowa przystani żeglarskiej w Błotniku (2011-2012)
- Budowa mariny w Darłowie (2012)
- Budowa morskiej Bazy Zwalczania Zanieczyszczeń w Świnoujściu (2007-2008) – w ramach tej inwestycji wybudowano m.in. Bazę Ratownictwa Morskiego, Bazę Zwalczania Rozlewów oraz Graniczny Punkt Przyjęcia Rozbitków[14].
- Przebudowa Pomostu Rybackiego w Kołobrzegu (2011)
- Przystań żeglarska w Braniewie (2010-2011)
- Przystań Żeglarska w Nakle Nad Notecią (2010-2011)
- Modernizacja nabrzeży w Porcie Kąty Rybackie (2011)
- Budowa Nabrzeża Chemików w Porcie Gdańsk[15] (2011-2012)
- Wykonanie konstrukcji sztucznej wyspy dla kompleksu hotelowo-apartamentowego na Jeziorze Mikołajskim[16]
- Zbiornik retencyjny Mokra Fosa w Twierdzy Gdańsk
- Zagospodarowanie nabrzeża jeziora Kalwa w Pasymiu
- Odbudowa jazomostu z przepławką na rzece Symsarna
- Przebudowa i remont mostów Grudziądz-Rypin
- Rega – węzeł wodny Gryfice – odbudowa (modernizacja) jazów na Kanale Młyńskim i na Kanale Ulgi
- Modernizacja Nabrzeża Dokowego II wraz z przedłużeniem pomostu przydokowego w Gdańskiej Stoczni Remontowej
- Stanowisko montażu i przesuwania jednostek na terenie Stoczni Północnej w Gdańsku
- Infrastruktura w ulicy Matemblewskiej i ulicy Waldorffa w Gdańsku
- Modernizacja wejścia do Portu Wewnętrznego w Gdańsku
- Budowa zaplecza lądowego na Jezioraku
- Odbudowa zbiornika wód opadowych na Cmentarzu Łostowickim, przebudowa ulicy Łostowickiej w Gdańsku
- Przystanie kajakowe na Redze: w Mrzeżynie i w Trzebiatowie
- Budowa mola spacerowego na Wiśle w Płocku
- Stopień wodny elektrowni we Włocławku – prace remontowe
- Remont ostróg i odbudowa pól międzyostrogowych Ostaszewo
- Zabezpieczenie wału brzegu rzeki Elbląg w Nowakowie
- Regulacja rzeki Kumieli wraz z budową pasa rekreacyjno-technicznego
- Odbudowa zabezpieczeń Kanału Młyńskiego w Tczewie
- Naprawa koryta Nogatu od Białej Góry do stopnia Szonowo
- Zrzut eksploatacyjno-powodziowy nr 3 z Kanału Raduni do Starej Raduni
- Rozbudowa portu morskiego w Elblągu, przyczółek promowy
- Budowa umocnienia Zatoki Puckiej w Rewie
- Odbudowa ubezpieczeń brzegowych Pasłęki
- Nabrzeże Śląskie w porcie morskim Gdynia
- Budowa przystani żeglarskiej w Rybinie
- Poprawa bilansu wodnego w Chojnicach
- Śluza przeciwsztormowa na Mierzei Wiślanej
- Zagospodarowanie nabrzeża Jeziora Lidzbarskiego
- Modernizacja elektrowni wodnej Janowice na Odrze

## Niektóre realizacje w Czechach[17]
- Przebudowa kanału żeglownego i śluzy České Kopisty na Łabie (2003-2004)[18] oraz śluzy Przebudowa śluzy na stopniu wodnym Štětí na Łabie (2000-2003)[19]
- Modernizacje i przebudowy śluz: MPK Lovosice (1992-1994)[20], VPK Podbaba (1995-1997)[21] MPK Štětí (2003-2004)[22]
- Przystań dla barek Lovosice (1998)[23] i poszerzenie koryta Łaby (1999)[24]
- Budowa jazu i elektrowni wodnej Veselí nad Moravou (2000-2002)[25] oraz elektrowni MVE Doksany[26], budowa rozmaitych urządzeń hydrotechnicznych w małych elektrowniach wodnych w Karkonoszach: Svarov, Ponikla, Benesov i Semily (1999-2000)[27]
- Modernizacje w wielkich elektrowniach wodnych (VE) na Wełtawie (Vrane, Kamyk, Orlik, Lipno, Hněvkovice, Slapy i Štechovice, 1998-2000)[28]
- Budowa nabrzeża w porcie Decin Łaba (1997-1998)[29]
- Budowa przystani dla dużych statków rzecznych w porcie Praha-Smíchov (2002-2003)[30]
- Przebudowa wejść do śluz na Dolnej Łabie: Roudnice, Štětí, České Kopisty, remont urządzeń małej śluzy (MPK) České Kopisty
- Remont Dużej Śluzy (VPK) Dolní Berkovice na Łabie
- Budowa jazu w Lokti
- Przebudowa Małej Śluzy (MPK) Podbaba (Wełtawa)
- Odbudowa budowli regulacyjnych potoków Upa i Pec, odbudowa koryta rzeki Upa-Pec pod Snezkou oraz w Obrím Dole
- Remont ubezpieczeń koryta rzek: Łaby (Špindlerův Mlýn, Vrchlabí i Herlíkovice), Izery (Karkonosze),
- Remonty i odbudowa małych elektrowni: Desna (MVE Tanvald), Kamenice (MVE Smržovka)
- Odbudowa Cankovskeho jezu, Karlowe Wary (Rolava)
- Przebudowa elektrowni wodnej (MVE) Kadaň (Ohrza)
- Odbudowa umocnień brzegowych pod zaporą VD Vrane (Wełtawa), pod zaporą VD Orlík
- Remont jazu Uherský Ostroh na kanale ulgi rzeki Moravy
- Regulacja koryta Łaby i remont jazu Stanovice, remont nabrzeża w Uściu nad Łabą
- Odbudowa ubezpieczeń koryta potoku Dlouhá stoka
- Remont systemu napędowego i systemu sterowania stopnia wodnego VD České Kopisty
- Remont jazu Sýkořice (rzeka Berounka)
- Naprawa ubezpieczeń brzegów Wełtawy, Zbrasław
- Odbudowa ubezpieczeń koryta Širokého potoka, Klášterec nad Ohří
- Zabezpieczenie przeciwpowodziowe portu Praha Liben
- Budowa śluzy przeciwpowodziowej i remont śluz stopnia (VD) na kanale Vraňany – Hořín, naprawa umocnień brzegowych zbiornika wodnego Vrane, pod zaporą Slapy (Wełtawa)
- Budowa małej elektrowni MVE Libocany na Ochrza
- Regulacja koryt rzek: Panenský potok w Mimoni, Dubská Bystřice
- Budowa szybu-awaryjnego wyjścia z tunelu kolejowego Brezno
- Praga: ubezpieczenie brzegów zbiornika retencyjnego Stodůlky
- Odbudowa koryta Rolavy (Nejdek)
- Budowa przystani dla barek w górnym i dolnym kanale stopnia Střekov (Łaba)
- Budowa małej elektrowni wodnej MVE Rozkoš
- Regulacja koryta, Lomnicky potok, LGS Pila rejon Karlovy Vary.
- Inwestycje na Łabie: naprawa ubezpieczeń brzegowych i pogłębienie koryta Brandýs, Prosečné, Špindlerův Mlýn, port ochronny Nymburk, budowa nabrzeża kontenerowego w porcie Mielnik, budowa przystani dla barek i przebudowa małej śluzy (MPK) Štětí

## Najważniejsze nagrody i wyróżnienia
Przedsiębiorstwo kilkakrotnie zostało laureatem nagród „Gazele Biznesu”
- 2009 – Certyfikat „Przejrzysta firma” (Dun and Bradstreet Poland)
- 2009 – Certyfikat „Budowa roku” – Litavka
- 2011 – Czeski certyfikat jakości ISO 9001, ISO 14001 oraz OHSAS 18001
- 2011 – Certyfikat „Budowa roku” – České Vrbné
- 2011 – Certyfikat „Budowa roku” – Turnov
- 2012 – Nagroda Czeskiej Izby Inżynierów i Techników
- 2013 – Nagroda w kategorii „Gospodarka wodna i budownictwo ekologiczne” (Czechy)[31]

## Ciekawostki
- W latach 90. Navimor-Invest realizował na zlecenie rządu polskiego kontrakty w Czechach, będąc tym samym istotnym uczestnikiem spłaty polskiego zadłużenia wobec Republiki Czeskiej.

## Galeria

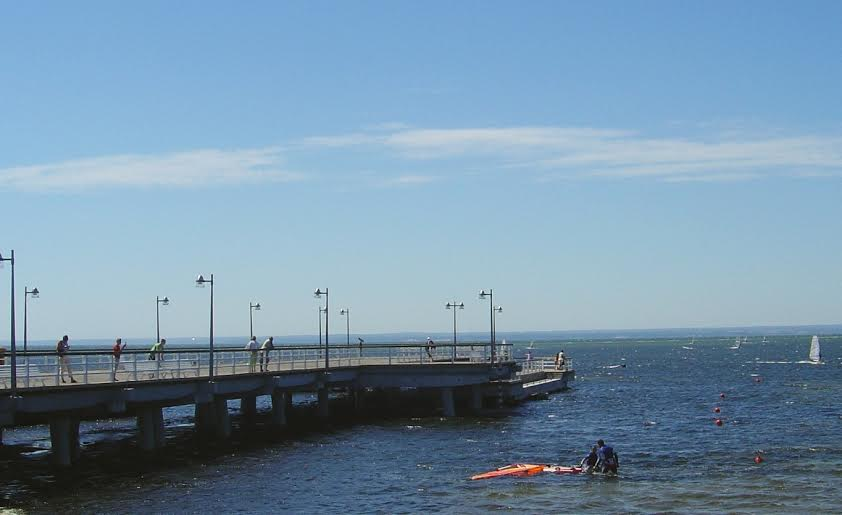
Molo w Jastarni
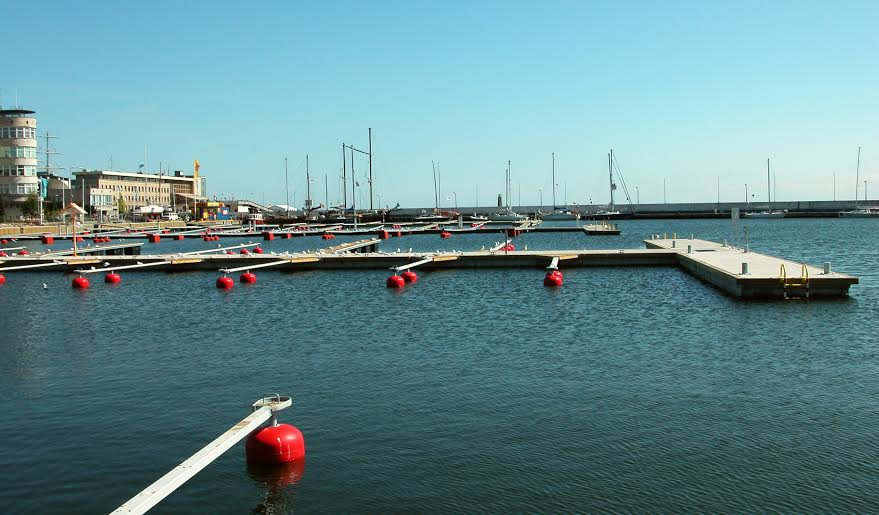
Port jachtowy w Gdyni
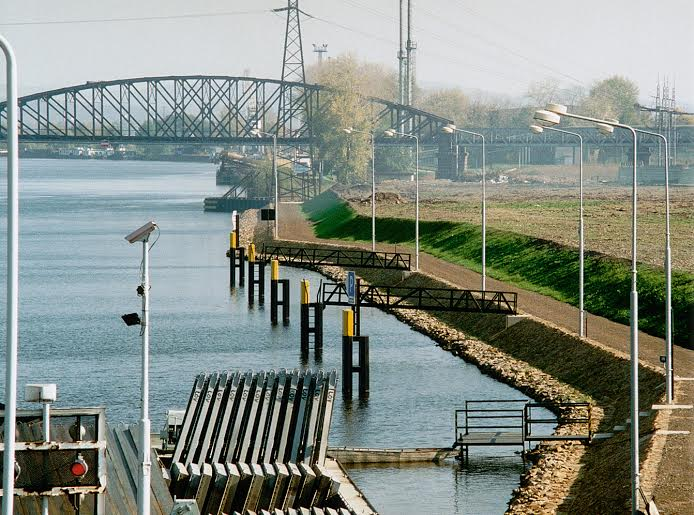
Przystań barek Lovosice na Łabie, Czechy
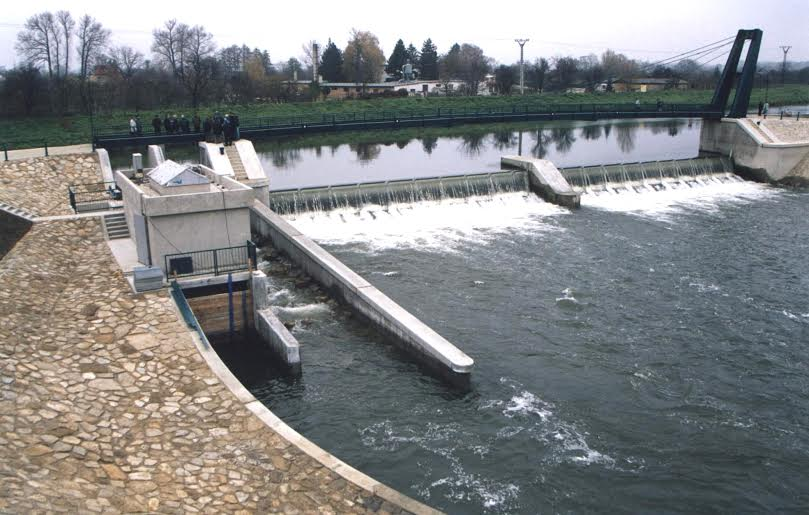
Stopień wodny Veselí nad Moravou, Czechy